# Вольтер, Вилли
Ви́льгельм Гу́став «Вилли» Во́льтер (нем. Wilhelm Gustav «Willi» Wolter; 14 ноября 1907, Клеве, Германская империя — 18 мая 1969, Порц, Северный Рейн-Вестфалия, ФРГ) — немецкий юрист, гауптштурмфюрер СС, командир айнзацкоманды 15, входившей в состав айнзацгруппы E в Хорватии.

## Биография
Вилли Вольтер родился 14 ноября 1907 года в семье железнодорожника. Посещал школу в Кёзлине, куда был переведён его отец. Там в 1926 году получил аттестат зрелости. Впослсдтвии начал изучать право и народное хозяйство в университах Берлина, Марбурга и Кёнигсберга. Ещё во время стажировки в августе 1932 года вступил в национал-социалистический кружок чиновников, а в ноябре 1932 года — в Штурмовые отряды (СА). 
В 1936 году стал сотрудником гестапо в Кёльне. 1 сентября 1936 года был зачислен в ряды СС (№ 307492). 1 мая 1937 года вступил в НСДАП (билет № 4616993). 30 января 1939 года был повышен до штурмбаннфюрера СС и правительственного советника, а в сентябре того же года стал главой департамента по экономическим вопросам в Главном управлении имперской безопасности (РСХА). В 1940 году был прикомандирован к командиру полиции безопасности и СД в Меце, затем вернулся в РСХА, где возглавил отдел I D (уголовные дела). 
15 августа 1942 года стал заместителем руководителя гестапо в Штеттине. В мае 1943 года возглавил айнзацкоманду 15, входившую в состав айнзацгруппы E. В сентябре 1944 года попал в плен к югославским партизанам. В апреле 1945 года был освобожден из плена в обмен на югославских офицеров. В 1948 году денацификационым судом в Хофгайсмаре был классифицирован как «второстепенный обвиняемый». Впоследствии работал торговым представителем и жил в Нидеркасселе, где в 1953 году женился. Умер 18 мая 1969 года.